# Armorial des clans japonais
- Haut – A
- B
- C
- D
- E
- F
- G
- H
- I
- J
- K
- L
- M
- N
- O
- P
- Q
- R
- S
- T
- U
- V
- W
- X
- Y
- Z

Cette page donne les armoiries mon (figures et blasonnements) des familles nobles et notables du Japon.

## A
| Image                        | Nom de la famille et blasonnement                               |
| ---------------------------- | --------------------------------------------------------------- |
| Blason à dessiner            | Clan Abe                                                        |
| Blason à dessiner            | Clan Abiru                                                      |
| Rokumonsen                   | Clan Adachi                                                     |
| Blason à dessiner            | Clan Agematsu                                                   |
| Aizu Aoi                     | Clan Aizu Matsudaira                                            |
| Akamatsu                     | Clan Akamatsu                                                   |
| Tokikikyo                    | Clan Akechi                                                     |
|                              | Clan Akimoto                                                    |
| Akita Ôgi                    | Clan Akita                                                      |
| Matukawa Hisi                | Clan Akiyama                                                    |
| Crest                        | Clan Akizuki                                                    |
| Yotumeyui                    | Clan Amago                                                      |
| Blason à dessiner            | Clan Anayama                                                    |
| Maru ni Mokkou               | Clan Ando                                                       |
| Blason à dessiner            | Clan Anegakōji                                                  |
| Aoki                         | Clan Aoki                                                       |
| Blason à dessiner            | Clan Arakawa                                                    |
| Mokkou                       | Clan Arima                                                      |
| mitumori mokkou              | Clan Asakura                                                    |
| Maruni Chigai Takanoha       | Clan Asano Maruni Chigai Takanoha, plumes de faucon en sautoir. |
| Ashikaga Futatsubiki         | Clan Ashikaga                                                   |
| Hidari mitsudomoe            | Clan Asahina                                                    |
| Maru ni chigai Takanoha      | Clan Aso                                                        |
| daki Myouga                  | Clan Atagi                                                      |
| HanabisiNiOugi               | Clan Awaya                                                      |
| mitumori Kikkou ni Hanabishi | Clan Azai                                                       |

## B
- Haut – A
- B
- C
- D
- E
- F
- G
- H
- I
- J
- K
- L
- M
- N
- O
- P
- Q
- R
- S
- T
- U
- V
- W
- X
- Y
- Z

| Image             | Nom de la famille et blasonnement |
| ----------------- | --------------------------------- |
| Hana Hisi         | Clan Baba                         |
| Mitu Tomoe        | Clan Bessho                       |
| Blason à dessiner | Clan Bito                         |

## C
- Haut – A
- B
- C
- D
- E
- F
- G
- H
- I
- J
- K
- L
- M
- N
- O
- P
- Q
- R
- S
- T
- U
- V
- W
- X
- Y
- Z

| Image            | Nom de la famille et blasonnement                                                       |
| ---------------- | --------------------------------------------------------------------------------------- |
| Hachiyounitsuki  | Clan Chiba 月星(九曜に半月)九曜/月星 (桓武平氏良文流) KAMON World Presented by HARIMAYA |
| Mori             | Clan Chōshū                                                                             |
| Nanatsu katabami | Clan Chōsokabe katabami, fleurs d'oxalis                                                |

## D
- Haut – A
- B
- C
- D
- E
- F
- G
- H
- I
- J
- K
- L
- M
- N
- O
- P
- Q
- R
- S
- T
- U
- V
- W
- X
- Y
- Z

| Image          | Nom de la famille et blasonnement  |
| -------------- | ---------------------------------- |
| 揚羽蝶         | Clan Daidōji 揚羽蝶 Mon Agehanochō |
| Take ni Suzume | Clan Date                          |
| mutu Suisha    | Clan Doi                           |

## F
- Haut – A
- B
- C
- D
- E
- F
- G
- H
- I
- J
- K
- L
- M
- N
- O
- P
- Q
- R
- S
- T
- U
- V
- W
- X
- Y
- Z

| Image             | Nom de la famille et blasonnement |
| ----------------- | --------------------------------- |
| Blason à dessiner | Clan Fuwa                         |
| Sagari Fuji       | Clan Fujiwara                     |

## G
- Haut – A
- B
- C
- D
- E
- F
- G
- H
- I
- J
- K
- L
- M
- N
- O
- P
- Q
- R
- S
- T
- U
- V
- W
- X
- Y
- Z

| Image      | Nom de la famille et blasonnement |
| ---------- | --------------------------------- |
| 蒲生対い鶴 | Clan Gamō 蒲生対い鶴              |
| mitu Uroko | Clan Go-Hōjō                      |
| Goto       | Clan Goto                         |

## H
- Haut – A
- B
- C
- D
- E
- F
- G
- H
- I
- J
- K
- L
- M
- N
- O
- P
- Q
- R
- S
- T
- U
- V
- W
- X
- Y
- Z

| Image                    | Nom de la famille et blasonnement |
| ------------------------ | --- |
| Maru ni Hidari Mannji    | Clan Hachisuka |
| Haga                     | Clan Haga |
| Blason à dessiner        | Clan Hara |
| Blason à dessiner        | Clan Hata |
| Hatakeyama               | Clan Hatakeyama |
| Hatano                   | Clan Hatano |
| Blason à dessiner        | Clan Hayashi |
| Blason à dessiner        | Clan Hetsugi |
| Blason à dessiner        | Clan Hiki |
| Honda Tachi Aoi          | Clan Honda |
| Honma                    | Clan Honma |
| Mitsu Uroko              | Clan Hojo Mitsu (Nectar) uroko (Écaille), ce mon provient de Hōjō Tokimasa, lorsqu'il souhaitait la prospérité de son Clan, une belle dame incarnation d'un serpent, lui est apparu en rêve. Quand elle disparût, elle laissa trois écailles derrière elle. |
| Hosokawa Kuyou           | Clan Hosokawa |
| Hoshina · tachi Kajinoha | Clan Hoshina Hoshina I Hoshina II |
| Hotta Mokkou             | Clan Hotta |

## I
- Haut – A
- B
- C
- D
- E
- F
- G
- H
- I
- J
- K
- L
- M
- N
- O
- P
- Q
- R
- S
- T
- U
- V
- W
- X
- Y
- Z

| Image                   | Nom de la famille et blasonnement |
| ----------------------- | --------------------------------- |
| ichijō                  | Clan Ichijō                       |
| Blason à dessiner       | Clan Idaten                       |
| Hikone Tahibana         | Clan Ii                           |
| Bizenn Chou             | Clan Ikeda                        |
| Ikoma                   | Clan Ikoma                        |
| Imagawa Akadori         | Clan Imagawa                      |
| Inaba                   | Clan Inaba                        |
| Inoue                   | Clan Inoue                        |
| Daiichi Daiman Daikichi | Clan Ishida                       |
| Maru ni Rindo           | Clan Ishikawa                     |
| Blason à dessiner       | Clan Ishimaki                     |
| Isshiki                 | Clan Isshiki                      |
| Jiguro Hanabishi        | Clan Itagaki                      |
| Kuyo Tomoe              | Clan Itakura                      |
| Iori-mokko              | Clan Itō                          |

## J
- Haut – A
- B
- C
- D
- E
- F
- G
- H
- I
- J
- K
- L
- M
- N
- O
- P
- Q
- R
- S
- T
- U
- V
- W
- X
- Y
- Z

| Image | Nom de la famille et blasonnement |
| ----- | --------------------------------- |
| Jinbō | Clan Jinbō                        |

## K
- Haut – A
- B
- C
- D
- E
- F
- G
- H
- I
- J
- K
- L
- M
- N
- O
- P
- Q
- R
- S
- T
- U
- V
- W
- X
- Y
- Z

| Image                    | Nom de la famille et blasonnement |
| ------------------------ | --------------------------------- |
| Kagawa                   | Clan Kagawa                       |
| Blason à dessiner        | Clan Kamachi                      |
| Blason à dessiner        | Clan Kamiizumi                    |
| Blason à dessiner        | Clan Kamo                         |
| umebachi                 | Clan Kanamori                     |
| Kikyo                    | Clan Kato                         |
| Blason à dessiner        | Clan Katsumada                    |
| Kazanoinnke              | Clan Kazanin                      |
| Marunouchinimitsuhikiryo | Clan Kikkawa                      |
| Kira                     | Clan Kira                         |
| Gensei · Kuyo            | Clan Kiso Kiso I Kiso II          |
| Blason à dessiner        | Clan Kisona                       |
| Kitabatake               | Clan Kitabatake                   |
| Hidari mitsudomoe        | Clan Kobayakawa                   |
| Blason à dessiner        | Clan Kodama                       |
| Koide                    | Clan Koide                        |
| Konoe                    | Clan Konoe                        |
| Blason à dessiner        | Clan Koremune                     |
| Blason à dessiner        | Clan Kudara no Konikishi          |
| Gosan kiri               | Clan Koyamada                     |
| Yotumeyui                | Clan Kyogoku                      |

## M
- Haut – A
- B
- C
- D
- E
- F
- G
- H
- I
- J
- K
- L
- M
- N
- O
- P
- Q
- R
- S
- T
- U
- V
- W
- X
- Y
- Z

| Image                         | Nom de la famille et blasonnement                                            |
| ----------------------------- | ---------------------------------------------------------------------------- |
| Tachibana · Kaga Umebachi     | Clan Maeda                                                                   |
| Matsuda                       | Clan Matsuda                                                                 |
| Tokugawa                      | Clan Matsudaira                                                              |
| Matsushita                    | Clan Matsushita                                                              |
| Hosokawa Kuyou                | Clan Matsukura                                                               |
| Maru ni Takedabishi           | Clan Matsumae                                                                |
| Sasarindō                     | Clan Minamoto, Sasa Rindō, les feuilles de bambou et les fleurs de gentiane. |
| Miura mitu Hiki               | Clan Miura                                                                   |
| Blason à dessiner             | Clan Mikumo                                                                  |
| Hisi ni itutu Kuginuki        | Clan Miyoshi                                                                 |
| Mizuno Omodaka                | Clan Mizuno                                                                  |
| Mogami                        | Clan Mogami                                                                  |
| Teru Kamishira · Osamu Kamiya | Clan Mononobe Mononobe I Mononobe II                                         |
| Mori                          | Clan Mori                                                                    |
| Murakami                      | Clan Murakami                                                                |

## N
- Haut – A
- B
- C
- D
- E
- F
- G
- H
- I
- J
- K
- L
- M
- N
- O
- P
- Q
- R
- S
- T
- U
- V
- W
- X
- Y
- Z

| Image             | Nom de la famille et blasonnement |
| ----------------- | --------------------------------- |
| Nabeshima Gyouyou | Clan Nabeshima                    |
| Nagai             | Clan Nagai                        |
| Kuyo Tomoe        | Clan Nagao                        |
| SagariFuji        | Clan Naitō Naitō I et III         |
| Blason à dessiner | Clan Nakatomi                     |
| Blason à dessiner | Clan Namioka                      |
| Nanbu Turu        | Clan Nanbu                        |
| Sagari Fuji       | Clan Nanke Fujiwara               |
| Nijō              | Clan Nijō                         |
| Nitta hitotu Hiki | Clan Nitta                        |
| Blason à dessiner | Clan Niwa                         |

## O
- Haut – A
- B
- C
- D
- E
- F
- G
- H
- I
- J
- K
- L
- M
- N
- O
- P
- Q
- R
- S
- T
- U
- V
- W
- X
- Y
- Z

| Image                          | Nom de la famille et blasonnement |
| ------------------------------ | --------------------------------- |
| Blason à dessiner              | Ōshū Fujiwara                     |
| Oda                            | Clan Oda                          |
| ogasawara                      | Clan Ogasawara                    |
| Okubo                          | Clan Ōkubo                        |
| Ōsaki                          | Clan Ōsaki                        |
| daki Gyouyou                   | Clan Otomo                        |
| Japanese Crest Oouchi Hisi.svg | Clan Ouchi                        |
| Blason à dessiner              | Clan Oura                         |

## R
- Haut – A
- B
- C
- D
- E
- F
- G
- H
- I
- J
- K
- L
- M
- N
- O
- P
- Q
- R
- S
- T
- U
- V
- W
- X
- Y
- Z

| Image   | Nom de la famille et blasonnement |
| ------- | --------------------------------- |
| Rokkaku | Clan Rokkaku                      |
| Ryūzōji | Clan Ryūzōji                      |

## S
- Haut – A
- B
- C
- D
- E
- F
- G
- H
- I
- J
- K
- L
- M
- N
- O
- P
- Q
- R
- S
- T
- U
- V
- W
- X
- Y
- Z

| Image                    | Nom de la famille et blasonnement |
| ------------------------ | --------------------------------- |
| Sagara Umebachi          | Clan Sagara                       |
| . · Nadeshiko            | Clan Saito                        |
| Katabami                 | Clan Sakai                        |
| Blason à dessiner        | Clan Sakanoue                     |
| Marunouchinimitsuhikiryo | Clan Sakuma                       |
| rokumonsen               | Clan Sanada                       |
| Yotumeyui                | Clan Sasaki                       |
| Hinomaru Oogi            | Clan Satake                       |
| Futatsuhikiryo           | Clan Satomi                       |
| Shiba                    | Clan Shiba                        |
| Shibata                  | Clan Shibata                      |
| Blason à dessiner        | Clan Shimabara                    |
| Shimazu                  | Clan Shimazu                      |
| Blason à dessiner        | Clan Shinmen                      |
| So_clan_mon2.svg         | Clan Shoni                        |
| Sō                       | Clan Sō                           |
| Soga                     | Clan Soga 蘇我氏 曽我氏           |
| Blason à dessiner        | Clan Sogo                         |
| Kuyo                     | Clan Sōma                         |
| sue                      | Clan Sue                          |
| Suwa Kajinoha            | Clan Suwa                         |

## T
- Haut – A
- B
- C
- D
- E
- F
- G
- H
- I
- J
- K
- L
- M
- N
- O
- P
- Q
- R
- S
- T
- U
- V
- W
- X
- Y
- Z

| Image                         | Nom de la famille et blasonnement                |
| ----------------------------- | ------------------------------------------------ |
| Tachibana Mamori              | Clan Tachibana Gion Mamori (protection, défense) |
| Tada                          | Clan Tada                                        |
| Ageha cho                     | Clan Taira Mon Agehanochō                        |
| Blason à dessiner             | Clan Takamuko                                    |
| Takanashi                     | Clan Takanashi                                   |
| Takaoka                       | Clan Takaoka                                     |
| Takeda Hisi                   | Clan Takeda                                      |
| Takenaka                      | Clan Takenaka                                    |
| Maru ni tate Mokkou           | Clan Takigawa                                    |
|                               | Clan Tamura                                      |
| Mitsuuroko                    | Clan Tanegashima                                 |
| Tokikikyo                     | Clan Toki                                        |
| Tokikikyo · Blason à dessiner | Clan Toda Toda I Toda II                         |
| Tōdō Tuta                     | Clan Tōdō                                        |
| Mutu Hosi                     | Clan Togashi                                     |
| Mitsubaaoi                    | Clan Tokugawa                                    |
| Torii                         | Clan Torii                                       |
| Blason à dessiner             | Clan Tosa                                        |
| Taiko Giri · Goshichi no kiri | Clan Toyotomi Toyotomi I Toyotomi II             |
| Tozawa                        | Clan Tozawa                                      |
| Tugaru Botann                 | Clan Tsugaru                                     |
| Umebachi                      | Clan Tsutsui                                     |

## U
- Haut – A
- B
- C
- D
- E
- F
- G
- H
- I
- J
- K
- L
- M
- N
- O
- P
- Q
- R
- S
- T
- U
- V
- W
- X
- Y
- Z

| Image             | Nom de la famille et blasonnement |
| ----------------- | --------------------------------- |
| Blason à dessiner | Clan Uchiha                       |
| Uesugi Sasa       | Clan Uesugi                       |
| Hioogi            | Clan Urakami                      |
| ken Katabami      | Clan Ukita                        |

## W
- Haut – A
- B
- C
- D
- E
- F
- G
- H
- I
- J
- K
- L
- M
- N
- O
- P
- Q
- R
- S
- T
- U
- V
- W
- X
- Y
- Z

| Image    | Nom de la famille et blasonnement |
| -------- | --------------------------------- |
| Wachigai | Clan Wakisaka                     |
| Nitta    | Clan Wakiya Wakiya → Nitta        |

## Y
- Haut – A
- B
- C
- D
- E
- F
- G
- H
- I
- J
- K
- L
- M
- N
- O
- P
- Q
- R
- S
- T
- U
- V
- W
- X
- Y
- Z

| Image               | Nom de la famille et blasonnement |
| ------------------- | --------------------------------- |
| Waremokou ni Suzume | Clan Yagyū                        |
| Yokota              | Clan Yokota                       |
| Yamana              | Clan Yamana                       |
| Blason à dessiner   | Clan Yamato no Aya                |
| Tosa kasiwa         | Clan Yamauchi                     |
| Hanabisi            | Clan Yanagisawa                   |
| Mitu Tomoe          | Clan Yūki                         |